# Octetregel
De octetregel is een eenvoudige vuistregel binnen de scheikunde die zegt dat atomen op een zodanige manier proberen te combineren dat ze elk acht elektronen in hun valentieschil hebben, zodat ze dezelfde elektronenconfiguratie krijgen als een edelgas, de zogenaamde octetstructuur. De regel is toepasbaar voor de hoofdgroepelementen, in het bijzonder koolstof, stikstof, zuurstof en de halogenen, maar ook voor metalen zoals natrium of magnesium. Eenvoudig gezegd, blijken de moleculen of ionen het stabielst wanneer de buitenste schil van de atomen waaruit ze bestaan acht elektronen bevat.

## Geschiedenis
Aan het eind van de 19e eeuw was het bekend dat moleculaire verbindingen werden gevormd door atomen of moleculen op een zodanige manier samen te stellen dat er klaarblijkelijk werd voldaan aan de valenties van de betrokken atomen. In 1893 liet Alfred Werner zien dat het aantal atomen of groepen dat aan een centraal atoom zit (het coördinatiegetal) vaak 4 of 6 is. Andere coördinatiegetallen tot en met 8 kwamen ook voor, maar veel minder vaak. In 1904 formuleerde Richard Abegg een regel die nu bekendstaat als de regel van Abegg, die zegt dat het verschil tussen de maximale positieve en negatieve valenties van een element vaak acht is. Deze regel werd later, in 1916, door Gilbert Lewis gebruikt toen hij de octetregel formuleerde in zijn kubische atoomtheorie.

## Overzicht
De valentieschil van een element is vol en het stabielst wanneer hij acht elektronen bevat. Deze stabiliteit is de reden dat edelgassen zo weinig reactief zijn. Er kunnen maximaal acht valentie-elektronen in een atoom in de grondtoestand omdat de p-subschillen altijd gevolgd worden door de s-subschil van de volgende schil. Dit betekent dat wanneer er eenmaal acht valentie-elektronen zijn (als de p-subschil vol is), het volgende elektron in de volgende schil gaat die dan de valentieschil wordt. 
Een gevolg van de octetregel is dat atomen over het algemeen reageren door het verkrijgen, verliezen of delen van elektronen om een compleet octet aan valentie-elektronen te krijgen.

## Uitzonderingen
- De duetregel voor de eerste schil. Het edelgas helium heeft twee elektronen in de buitenste schil en is erg stabiel. Omdat er geen 1p-subschil bestaat, wordt de 1s direct gevolgd door de 2s en kan schil 1 maar twee valentie-elektronen bevatten. Waterstof heeft zodoende maar één extra elektron nodig om een stabiele configuratie te vormen en lithium moet er eentje verliezen.
- Een elektronentekort vindt plaats in covalente bindingen als een atoom minder dan acht elektronen heeft en geen ongepaard elektron over heeft waarmee het een extra binding kan maken. Dit komt vaak voor bij boorverbindingen die vaak maar zes elektronen in de valentieschil hebben, zoals boortrifluoride (BF3), en komt ook voor bij enkele zeer reactieve stoffen, zoals carbenen.
- Vrije radicalen, zoals stikstofmonoxide (NO), bevatten een of meer atomen die een oneven aantal elektronen hebben.
- Atomen met drie of meer elektronenschillen kunnen meer dan acht elektronen in hun valentieschil kwijt (hypervalentie). Voorbeelden zijn fosfor in fosforpentachloride (PCl5) en zwavel in zwavelhexafluoride (SF6).
- De 18-elektronenregel gaat boven de octetregel bij overgangsmetalen.